# Luoshu

El diagrama de Luoshu

El diagrama de Luoshu (en pinyin), Lo Shu (en Wade-Giles) o diagrama de los nueve pasillos es un diagrama antiguo chino que recibe su nombre del río Luo, cerca de Luoyang, Henan. El Luoshu aparece en los mitos sobre la invención de la escritura por Cangjie y otros héroes culturales. Es un cuadrado mágico normal único de orden tres. Suele combinarse con el mapa del río o Hetu, llamado así en referencia al río Amarillo, y utilizarse con el mapa del río en diversos contextos relacionados con la geomancia china, la numerología, la filosofía y las primeras ciencias naturales.

## Historia
Una leyenda china sobre el emperador Yu (夏禹) de la prehistoria habla del Lo Shu, a menudo en relación con el mapa del río Amarillo (Hetu) y los ocho trigramas. En la antigua China existe la leyenda de un enorme diluvio universal: la gente ofrecía sacrificios al dios de uno de los ríos que se desbordaban, el río Luo (洛河), para intentar calmar su ira. Una tortuga mágica emergió del agua con el patrón Lo Shu, curiosamente antinatural, en su caparazón: puntos circulares que representan los números enteros del uno al nueve dispuestos en una cuadrícula de tres por tres.